# Eccellenza Sardegna 2013-2014
Il campionato italiano di calcio di Eccellenza regionale 2013-2014 è la 23ª edizione del campionato di Eccellenza, sesta serie del campionato di calcio italiano. Questo è il girone organizzato dal Comitato Regionale Sardegna, che si è disputato tra il 15 settembre 2013 e il 6 aprile 2014.

## Novità
A causa del ripescaggio in Serie D del Budoni e della promozione in questa serie del Latte Dolce per completare i ranghi del massimo campionato dilettantistico italiano, la stagione 2013-2014 vede rinnovarsi circa un terzo delle società partecipanti al torneo. A sostituire le promosse Olbia e Latte Dolce e le retrocesse Pula, Castelsardo e Carbonia sono in prevalenza le squadre che effettuano il salto di categoria dalla Promozione: la Nuorese e il Valledoria, entrambe tornate immediatamente nella massima categoria regionale dopo la retrocessione della stagione 2011-2012, e le matricole Serramanna e La Palma Monte Urpinu, quest'ultimo erede del La Palma Cagliari che, come la Nuorese, vanta trascorsi tra i professionisti in serie C2. La quinta squadra in arrivo nel campionato è un'altra società di Cagliari, il Progetto Sant'Elia, retrocesso dalla Serie D. Le altre 11 società ai nastri di partenza del torneo sono le squadre classificatesi tra il 3º e il 13º posto nella stagione precedente.
Due quindi i derby previsti nel corso della stagione: a quello algherese tra Alghero e Fertilia disputato già nelle stagioni precedenti si aggiunge l'inedito, per la categoria, derby di Cagliari tra La Palma Monte Urpinu e Progetto Sant'Elia.

## Formula
Come nella stagione 2012-2013 il campionato di Eccellenza della Sardegna vede al via 16 squadre inserite in un unico girone all'italiana, con un girone di andata e uno di ritorno di 15 giornate ciascuno. La vittoria di un incontro vale 3 punti in classifica, il pareggio 1 e la sconfitta nessuno.
Le partite si disputano, salvo eccezioni, tutte in contemporanea alla domenica pomeriggio, con il fischio d'inizio alle ore 16:00 ora locale durante il periodo in cui è in vigore l'ora legale, e alle ore 15:00 con l'ora solare.
La formula del campionato prevede la promozione diretta in Serie D per la squadra che giunge in prima posizione in campionato, con play-off tra le squadre comprese tra la seconda e la quinta posizione per l'accesso agli spareggi nazionali. Lo schema prevede semifinali in partita unica tra la seconda e la quinta e tra la terza e la quarta classificata da disputarsi in casa della squadra con la miglior posizione tra le due; in caso di distanza in classifica superiore ai 10 punti tra le due contendenti la semifinale non si disputa e la squadra meglio classificata accede alla finale. Questa si terrà in campo neutro tra le due squadre qualificate, e la vincente accederà agli spareggi interregionali per la promozione in Serie D.
Tre le retrocessioni previste nel campionato di Promozione, ma da questa stagione il numero di retrocessioni dirette si riduce a 2, rispettivamente per quanto riguarda le squadre in quindicesima e sedicesima posizione, mentre le società in tredicesima e quattordicesima posizione disputano i play-out, in partita secca in casa della meglio classificata, per evitare la stessa sorte. Nel caso di un divario in classifica tra le due formazioni di almeno 10 punti i play-out non si disputano e si ha la retrocessione diretta anche della quattordicesima classificata. Il numero di retrocessioni può tuttavia aumentare a 4 (con la retrocessione anche della vincente dei play-out o, in caso di non disputa, della tredicesima classificata) qualora dalla Serie D retrocedano altrettante squadre sarde.
Il calendario, diramato il 30 agosto 2013, prevede un unico turno infrasettimanale alla terza giornata (il 25 settembre), salvo eventuali recuperi. Prevista inizialmente un'unica sosta il 29 dicembre (per le festività di fine anno). Nella stesura del calendario per le due società di Alghero (Alghero e Fertilia), aventi entrambe come campo di gioco designato lo stadio Mariotti, sono stati adottati opportuni criteri di alternanza per permettere che le due squadre non giochino partite casalinghe nella stessa giornata.
In seguito all'alluvione del 18 e 19 novembre 2013 che ha pesantemente colpito la Sardegna, il Comitato Regionale Sardegna della Lega Nazionale Dilettanti ha disposto il rinvio delle gare del 22, 23 e 24 novembre 2013 di tutti i tornei regionali (compresa la 12ª giornata di Eccellenza). Tale rinvio ha avuto come conseguenza lo slittamento di una settimana delle partite dei turni compresi tra la 12ª e la 16ª giornata, quest'ultima disputata il 29 dicembre 2013, data originariamente destinata alla sosta del campionato.

## Squadre partecipanti
| Club                             | Città                    | Stadio                        | Posizione 2012-2013                          |
| -------------------------------- | ------------------------ | ----------------------------- | -------------------------------------------- |
| A.S.D. Alghero 1945              | Alghero (SS)             | Stadio Mariotti               | 13º posto in Eccellenza Sardegna             |
| F.B.C. Calangianus               | Calangianus (SS)         | Campo comunale Signora Chiara | 11º posto in Eccellenza Sardegna             |
| A.S.D. Socio Culturale Castiadas | Castiadas (CA)           | Campo comunale L'Annunziata   | 7º posto in Eccellenza Sardegna              |
| S.S. Fertilia Calcio 1965        | Fertilia di Alghero (SS) | Stadio Mariotti               | 5º posto in Eccellenza Sardegna              |
| A.S.D. La Palma Monteurpinu      | Cagliari                 | Campo C.R.A.S.                | 3º posto nel girone A di Promozione Sardegna |
| A.S.D. Muravera                  | Muravera (CA)            | Campo Comunale                | 3º posto in Eccellenza Sardegna              |
| U.S.D. Nuorese Calcio 1930       | Nuoro                    | Stadio Franco Frogheri        | 1º posto nel girone B di Promozione Sardegna |
| G.S. Porto Corallo Villaputzu    | Villaputzu (CA)          | Campo Comunale                | 4º posto in Eccellenza Sardegna              |
| A.S.D. Progetto Calcio Sant'Elia | Cagliari                 | Campo Comunale Sant'Elia      | 18º posto nel girone G di Serie D            |
| U.S.D. Samassi Calcio 1968       | Samassi (VS)             | Campo Comunale                | 8º posto in Eccellenza Sardegna              |
| U.S. San Teodoro                 | San Teodoro (SS)         | Campo Comunale                | 10º posto in Eccellenza Sardegna             |
| A.S.D. Sanluri Calcio            | Sanluri                  | Campo Comunale Uras           | 9º posto in Eccellenza Sardegna              |
| A.S.D. Serramanna Calcio         | Serramanna (VS)          | Campo Fausto Coppi            | 1º posto nel girone A di Promozione Sardegna |
| Polisportiva Taloro Gavoi        | Gavoi (NU)               | Campo Maristiai               | 6º posto in Eccellenza Sardegna              |
| A.S.D. S.E.F. Tempio Pausania    | Tempio Pausania          | Stadio Nino Manconi           | 12º posto in Eccellenza Sardegna             |
| Polisportiva Valledoria 1951     | Valledoria (SS)          | Campo Comunale                | 3º posto nel girone A di Promozione Sardegna |

## Classifica finale
|  | Pos. | Squadra            | Pt | G  | V  | N  | P  | GF | GS | DR  |
|  | ---- | ------------------ | -- | -- | -- | -- | -- | -- | -- | --- |
|  | 1.   | Nuorese            | 69 | 30 | 21 | 6  | 3  | 53 | 17 | +36 |
|  | 2.   | Fertilia           | 63 | 30 | 18 | 9  | 3  | 50 | 21 | +29 |
|  | 3.   | Porto Corallo      | 62 | 30 | 18 | 8  | 4  | 52 | 17 | +35 |
|  | 4.   | Taloro Gavoi       | 55 | 30 | 15 | 10 | 5  | 52 | 18 | +34 |
|  | 5.   | Sanluri            | 50 | 30 | 13 | 11 | 6  | 31 | 22 | +9  |
|  | 6.   | Valledoria         | 43 | 30 | 12 | 7  | 11 | 54 | 39 | +15 |
|  | 7.   | San Teodoro        | 43 | 30 | 11 | 10 | 9  | 41 | 30 | +11 |
|  | 8.   | Muravera           | 43 | 30 | 13 | 4  | 13 | 53 | 47 | +6  |
|  | 9.   | La Palma           | 39 | 30 | 11 | 6  | 13 | 35 | 47 | -12 |
|  | 10.  | Castiadas          | 37 | 30 | 10 | 7  | 13 | 32 | 36 | -4  |
|  | 11.  | Samassi            | 34 | 30 | 10 | 4  | 16 | 40 | 58 | -18 |
|  | 12.  | Alghero            | 32 | 30 | 9  | 5  | 16 | 33 | 45 | -12 |
|  | 13.  | Calangianus        | 31 | 30 | 9  | 4  | 17 | 30 | 55 | -25 |
|  | 14.  | Serramanna         | 26 | 30 | 7  | 5  | 18 | 33 | 55 | -22 |
|  | 15.  | Tempio             | 23 | 30 | 7  | 2  | 21 | 22 | 61 | -39 |
|  | 16.  | Progetto Sant'Elia | 20 | 30 | 6  | 2  | 22 | 29 | 72 | -43 |

## Risultati

### Tabellone
Leggendo per riga si hanno i risultati casalinghi della squadra indicata in prima colonna, mentre leggendo per colonna si hanno i risultati in trasferta della squadra in prima riga.
|                      | ALG | CAL | CAS | FER | LPA | MUR | NUO | PCO | PSE | SAM | STE | SAN | SER | TAL | TEM | VAL |
| Alghero              |     | 2-0 | 2-2 | 2-4 | 2-1 | 2-1 | 1-2 | 0-1 | 1-0 | 2-0 | 1-3 | 0-1 | 2-3 | 1-1 | 2-1 | 3-1 |
| Calangianus          | 3-3 |     | 0-0 | 2-1 | 1-0 | 2-1 | 0-1 | 4-5 | 4-1 | 3-2 | 0-6 | 1-0 | 0-2 | 1-1 | 2-0 | 2-1 |
| Castiadas            | 0-1 | 3-0 |     | 0-1 | 1-1 | 3-1 | 0-2 | 1-0 | 4-0 | 3-0 | 0-0 | 1-0 | 0-2 | 0-4 | 4-0 | 1-0 |
| Fertilia             | 3-0 | 1-0 | 1-0 |     | 1-1 | 1-0 | 1-0 | 1-1 | 3-1 | 4-0 | 1-1 | 5-0 | 1-0 | 1-0 | 2-1 | 0-0 |
| La Palma Monteurpinu | 1-1 | 2-1 | 2-1 | 0-0 |     | 0-1 | 0-2 | 1-2 | 3-2 | 3-0 | 3-2 | 1-1 | 2-0 | 1-3 | 1-0 | 0-2 |
| Muravera             | 1-0 | 2-1 | 3-0 | 5-3 | 1-1 |     | 1-3 | 0-1 | 3-0 | 2-2 | 4-0 | 2-0 | 3-0 | 2-1 | 1-2 | 3-2 |
| Nuorese              | 1-0 | 5-1 | 1-0 | 2-1 | 3-0 | 4-0 |     | 2-0 | 1-0 | 4-1 | 2-0 | 1-1 | 1-1 | 1-0 | 2-1 | 2-1 |
| Porto Corallo        | 1-0 | 1-0 | 2-1 | 0-0 | 6-0 | 3-1 | 0-0 |     | 3-0 | 1-2 | 0-0 | 1-0 | 3-0 | 0-0 | 4-0 | 2-0 |
| Progetto Sant'Elia   | 3-1 | 8-0 | 0-2 | 0-1 | 1-2 | 3-2 | 0-4 | 0-6 |     | 1-2 | 0-1 | 0-0 | 0-4 | 0-0 | 2-0 | 0-6 |
| Samassi              | 2-0 | 1-0 | 1-2 | 1-2 | 2-4 | 2-4 | 1-0 | 1-1 | 3-4 |     | 0-2 | 1-1 | 4-2 | 0-2 | 3-1 | 1-0 |
| San Teodoro          | 0-0 | 2-0 | 3-0 | 2-2 | 0-1 | 0-4 | 1-1 | 0-1 | 4-0 | 2-3 |     | 0-1 | 1-1 | 2-0 | 3-0 | 2-0 |
| Sanluri              | 4-1 | 0-0 | 1-1 | 0-0 | 1-0 | 2-0 | 2-2 | 1-0 | 2-0 | 1-0 | 0-1 |     | 3-0 | 1-1 | 3-1 | 1-1 |
| Serramanna           | 2-1 | 0-1 | 1-1 | 0-2 | 4-1 | 1-1 | 0-1 | 0-3 | 0-1 | 1-2 | 1-1 | 0-1 |     | 0-5 | 3-0 | 1-2 |
| Taloro Gavoi         | 0-1 | 1-0 | 4-0 | 1-1 | 2-0 | 3-0 | 0-0 | 1-1 | 5-2 | 2-0 | 2-0 | 0-0 | 3-1 |     | 2-0 | 3-1 |
| Tempio               | 1-0 | 2-1 | 1-1 | 0-3 | 0-1 | 3-2 | 0-2 | 0-2 | 1-0 | 1-0 | 1-1 | 0-1 | 5-2 | 0-4 |     | 0-3 |
| Valledoria           | 2-1 | 1-0 | 2-0 | 1-3 | 4-2 | 2-2 | 3-1 | 1-1 | 4-0 | 3-3 | 1-1 | 1-2 | 4-1 | 1-1 | 4-0 |     |

## Spareggi

### Play-off

#### Tabellone
|  | Semifinali    | Semifinali    | Semifinali    |               |   | Finale | Finale | Finale |  |
|  |               |               |               |               |   |        |        |        |  |
|  | Fertilia      |               |               |               |   |        |        |        |  |
|  |               |               |               |               |   |        |        |        |  |
|  | bye           |               |               |               |   |        |        |        |  |
|  |               | Fertilia      | Fertilia      | 2             |   |        |        |        |  |
|  |               |               |               | 2             |   |        |        |        |  |
|  |               |               | Porto Corallo | Porto Corallo | 1 |        |        |        |  |
|  | Porto Corallo | Porto Corallo | Porto Corallo | Porto Corallo | 1 | 1      |        |        |  |
|  | Porto Corallo | Porto Corallo |               |               |   |        |        |        |  |
|  | Taloro Gavoi  | Taloro Gavoi  | 0             |               |   |        |        |        |  |

- Fertilia accede direttamente alla finale avendo terminato il campionato con almeno 10 punti di vantaggio sulla quinta classificata (il Sanluri).

##### Semifinale
| Squadra 1     | Risultato | Squadra 2    |
| ------------- | --------- | ------------ |
| Porto Corallo | 1 - 0     | Taloro Gavoi |

| Arbitro: | Collu (Cagliari) |

|                |           |  |
| Arcamone (62°) | Marcatori |  |

##### Finale
| Squadra 1 | Risultato | Squadra 2     |
| --------- | --------- | ------------- |
| Fertilia  | 2 - 1     | Porto Corallo |

| Arbitro: | Fele (Nuoro) |

|                                |           |                |
| Chelo (20°) (rig.) Mereu (45°) | Marcatori | Arcamone (10°) |

### Play-out
| Squadra 1   | Risultato | Squadra 2  |
| ----------- | --------- | ---------- |
| Calangianus | 3 - 0     | Serramanna |

| Arbitro: | Meloni (Olbia) |

|                                           |           |  |
| Di Angelo (1°) Tusacciu (52°) Deriu (79°) | Marcatori |  |

## Verdetti finali
- Nuorese promossa in Serie D
- Fertilia ammesso, dopo i play-off, ai play-off nazionali
- Tempio, Progetto Sant'Elia e, dopo i play-out, Serramanna retrocessi in Promozione
- Samassi estromesso dai campionati per mancata iscrizione e cessata attività[5] (la squadra con una nuova società si è reiscritta in Seconda Categoria[6])